# Rolf Lilja
Rolf Åke Lilja, född den 9 oktober 1947 i Hissmofors, bosatt i Kougsta i Alsens församling  i Jämtlands län, är politiker (socialdemokrat). Rolf Lilja var kommunstyrelsens ordförande mellan åren 2005 och 2006, efter kommunvalet 2006 valdes Lilja till oppositionsråd och innehade den rollen fram till 2016 i Krokoms kommun. 

## Biografi
Lilja är född och uppvuxen i Hissmofors. Han har ekonomisk och teknisk utbildning i botten, samt en lång rad fortbildningar. Lilja är tjänstledig från arbetet som ombudsman i Handelsanställdas förbund.

## Politisk bakgrund
Lilja blev vald till ordförande i kommunstyrelsen (kommunalråd) år 2005 efter Kerstin Berthelsen i den koalition mellan Socialdemokraterna och Centerpartiet som då styrde kommunen. Efter valet 2006 valde Centerpartiet att i stället samregera med de andra borgerliga partierna samt med Miljöpartiet, varpå Lilja valdes till oppositionsråd.

### Politiska uppdrag
- Ordförande i Samhällsbyggnadsnämnden -2005
- Ordförande i kommunstyrelsen (kommunalråd) 2005-2006
- 2:a vice ordförande i kommunstyrelsen (oppositionsråd) 2006-2016